# Episodi di Royal Playhouse (terza stagione)
La terza stagione della serie televisiva Royal Playhouse (Fireside Theater) è andata in onda negli Stati Uniti dal 29 agosto 1950 al 21 agosto 1951 sulla NBC.
| nº | Titolo originale            | Prima TV USA      | Titolo italiano | Prima TV Italia |
| -- | --------------------------- | ----------------- | --------------- | --------------- |
| 1  | Polly                       | 29 agosto 1950    |                 |                 |
| 2  | Stopover                    | 5 settembre 1950  |                 |                 |
| 3  | The Canterville Ghost       | 12 settembre 1950 |                 |                 |
| 4  | Incident in the Rain        | 19 settembre 1950 |                 |                 |
| 5  | Andy's Old Man              | 26 settembre 1950 |                 |                 |
| 6  | International Incident      | 3 ottobre 1950    |                 |                 |
| 7  | Lucy and the Stranger       | 10 ottobre 1950   |                 |                 |
| 8  | Hope Chest                  | 17 ottobre 1950   |                 |                 |
| 9  | The Amber Gods              | 24 ottobre 1950   |                 |                 |
| 10 | Mother's Mutiny             | 31 ottobre 1950   |                 |                 |
| 11 | The Kingdom Within          | 7 novembre 1950   |                 |                 |
| 12 | Party Line                  | 14 novembre 1950  |                 |                 |
| 13 | Love of Mike                | 21 novembre 1950  |                 |                 |
| 14 | Three Strangers             | 28 novembre 1950  |                 |                 |
| 15 | The Green Convertible       | 5 dicembre 1950   |                 |                 |
| 16 | The Case of Marina Goodwin  | 12 dicembre 1950  |                 |                 |
| 17 | Miggles                     | 19 dicembre 1950  |                 |                 |
| 18 | No Children, No Dogs        | 26 dicembre 1950  |                 |                 |
| 19 | Flight Thirteen             | 2 gennaio 1951    |                 |                 |
| 20 | Neutral Corner              | 9 gennaio 1951    |                 |                 |
| 21 | Looking Through             | 16 gennaio 1951   |                 |                 |
| 22 | Drums in the Night          | 23 gennaio 1951   |                 |                 |
| 23 | Child in the House          | 30 gennaio 1951   |                 |                 |
| 24 | Hottest Day of the Year     | 6 febbraio 1951   |                 |                 |
| 25 | The Substance of His House  | 13 febbraio 1951  |                 |                 |
| 26 | Going Home                  | 20 febbraio 1951  |                 |                 |
| 27 | Copy Boy                    | 27 febbraio 1951  |                 |                 |
| 28 | The Acquittal               | 6 marzo 1951      |                 |                 |
| 29 | Shifting Sands              | 13 marzo 1951     |                 |                 |
| 30 | The Eleventh Hour           | 20 marzo 1951     |                 |                 |
| 31 | Unwritten Column            | 27 marzo 1951     |                 |                 |
| 32 | The Gentleman from LePorte  | 3 aprile 1951     |                 |                 |
| 33 | Hot Spot                    | 10 aprile 1951    |                 |                 |
| 34 | Close Shave                 | 17 aprile 1951    |                 |                 |
| 35 | The Celebrated Mrs. Ronland | 24 aprile 1951    |                 |                 |
| 36 | Back to Zero                | 1º maggio 1951    |                 |                 |
| 37 | The Tunnel                  | 8 maggio 1951     |                 |                 |
| 38 | The Moment of Truth         | 15 maggio 1951    |                 |                 |
| 39 | Moment of Glory             | 3 luglio 1951     |                 |                 |
| 40 | The Vigil                   | 10 luglio 1951    |                 |                 |
| 41 | A Little Night Music        | 17 luglio 1951    |                 |                 |
| 42 | A Jury of Her Peers         | 24 luglio 1951    |                 |                 |
| 43 | Deliver Us from Evil        | 31 luglio 1951    |                 |                 |
| 44 | Andrew Jones and the Giants | 7 agosto 1951     |                 |                 |
| 45 | Make Believe                | 14 agosto 1951    |                 |                 |
| 46 | The Lottery                 | 21 agosto 1951    |                 |                 |

## Polly
- Diretto da:
- Scritto da:

### Trama
- Interpreti: Kenneth Harvey, Ann Savage

## Stopover
- Diretto da:
- Scritto da:

### Trama
- Interpreti: Warren Douglas (Man), Gertrude Michael, John Call, Pat Wright, Cora Witherspoon, Jimmy Moss, Everett Glass, Ken Harvey, Jimmie Dodd, Walter McGrail

## The Canterville Ghost
- Diretto da:
- Scritto da:

### Trama
- Interpreti: Lois Hall

## Incident in the Rain
- Diretto da:
- Scritto da:

### Trama
- Interpreti: Warren Douglas (Mr. Incident / JeffKennedy), Irene Vernon (Mary Ryan), Frances Williams (Peggy), Walter McGrail (John Carver), Paul Masterson (Television Interviewer), Clark 'Buddy' Burroughs (Newsboy), Kathleen Freeman (Mrs. Chernowitz), Guy Kingsford (primo poliziotto), Frank Dae (dottore), Joe Bailey (poliziotto Joe), Hank Mann (uomo in Crowd), 'Snub' Pollard (uomo in Crowd)

## Andy's Old Man
- Diretto da:
- Scritto da:

### Trama
- Interpreti: Cynthia Corley, Kathleen Freeman, Trudy Marshall

## International Incident
- Diretto da:
- Scritto da:

### Trama
- Interpreti: Ben Astar, John Baer, Shirley DeArmit, Wilton Graff, Art Millan, John Mitchum, Gene Raymond (se stesso  - presentatore), Norbert Schiller, Marjorie Stapp, Robert R. Stephenson

## Lucy and the Stranger
- Diretto da:
- Scritto da:

### Trama
- Interpreti: Norman Budd, Ralph Byrd, Virginia Carroll, Cynthia Corley, Jack Daly, Adeline De Walt Reynolds, Dana Gibson, Ivor James, Margaret Lambert, Trudy Marshall, William Phipps, Wendy Waldron

## Hope Chest
- Diretto da:
- Scritto da:

### Trama
- Interpreti: Ross Elliott, Virginia Farmer, Everett Glass, Frieda Inescort, Mary Sinclair

## The Amber Gods
- Diretto da:
- Scritto da:

### Trama
- Interpreti: Morgan Farley, William Henry, Lester Matthews, Maidie Norman, Mary Sinclair

## Mother's Mutiny
- Diretto da:
- Scritto da:

### Trama
- Interpreti: Gertrude Graner, Walter Long, Virginia Mullen, Al Negbo, George Pembroke, Joan Vohs

## The Kingdom Within
- Diretto da:
- Scritto da:

### Trama
- Interpreti: Jimmy Hunt (Johnny), Marjorie Lord (Mrs. Temple), George Wallace (Burton)

## Party Line
- Diretto da:
- Scritto da:

### Trama
- Interpreti: Don Beddoe, Steven Clark, Ginny Jackson, Ada May, Walter McGrail, Gertrude Michael

## Love of Mike
- Diretto da:
- Scritto da:

### Trama
- Interpreti: Mimì Aguglia, Anthony Caruso, Tom Dillon, Charlene Hardey, Patrick O'Moore, Michael Vallon, Irene Vernon

## Three Strangers
- Diretto da:
- Scritto da:

### Trama
- Interpreti: Grant Calhoun, John Call, Robert Cavendish, Dick Elliott, Dabbs Greer, Myron Healey, Kay Lee

## The Green Convertible
- Diretto da:
- Scritto da:

### Trama
- Interpreti: Frances Dee (Ellen Woodhart), Gertrude Michael (Marian Tannen), John Warburton (Frank Callender), Joan Miller (Shirley), Dabbs Greer (detective)

## The Case of Marina Goodwin
- Diretto da:
- Scritto da:

### Trama
- Interpreti: John Baer, Edgar Barrier, Dick Elliott, Wilton Graff, Billy Griffith, Rose Marie Iannone, Guy Kingsford, George Lee, Stephen Roberts, Mary Sinclair, Robert Stevenson, David Stollery

## Miggles
- Diretto da:
- Scritto da:

### Trama
- Interpreti: Edgar Barrier, Grant Calhoun, Charlene Hardey, Clark Howat, Nolan Leary, Marian Martin, Hugh O'Brian, Lee Phelps, Mary Sinclair

## No Children, No Dogs
- Diretto da:
- Scritto da:

### Trama
- Interpreti: Warren Douglas, Irene Vernon, Beverly Washburn, Grey Stafford, Virginia Farmer, Charlene Hardey, Robert Lyden, Patricia Bradshaw, Ginny Jackson

## Flight Thirteen
- Diretto da:
- Scritto da:

### Trama
- Interpreti: Dorothy Bruce, Walter Coy, Jack Daly, Patricia Dane, Everett Glass, Clark Howat, George Leigh, Bill Pullen, Marjorie Stapp

## Neutral Corner
- Diretto da:
- Scritto da:

### Trama
- Interpreti: George Wallace (Bumble Cobb), Joan Vohs (Nora Stoop), Anthony Caruso (Nick Slade), Peter Brocco (Bones), Lee Phelps (Tom Stoop), Dabbs Greer (Johnny Stoop), Mushy Callahan (Referee), Walter McGrail (Ice Cream Customer), Ted Pavelec (Irish Dick Calloway), Gene Raymond (se stesso  - presentatore)

## Looking Through
- Diretto da:
- Scritto da:

### Trama
- Interpreti: Edgar Barrier, Helena Dare, Kathleen Freeman, Gertrude Graner, Billy Griffith, Ken Harvey, Nolan Leary, Kay Lee, Therese Lyon, Muriel Mansell, Irene Vernon, John Warburton

## Drums in the Night
- Diretto da:
- Scritto da:

### Trama
- Interpreti: Morris Buchanan, Betty Harford, Malcolm Keen, Bruce Lester, Lester Matthews, William Washington, George Zucco

## Child in the House
- Diretto da:
- Scritto da:

### Trama
- Interpreti: Dorothy Bruce, Frances Dee, Gary Lee Jackson, Gordon Nelson, Damian O'Flynn

## Hottest Day of the Year
- Diretto da:
- Scritto da:

### Trama
- Interpreti: James Anderson, Robert Blunt, Charlene Hardey, Guy Kingsford, Strother Martin, Carole Mathews, Robert R. Stephenson, Sheila Watson

## The Substance of His House
- Diretto da:
- Scritto da:

### Trama
- Interpreti: Lillian Albertson, Jack Daly, Dabbs Greer, James Hickman, Frank Hilliard, Walter McGrail, Art Millan, Patrick O'Moore

## Going Home
- Diretto da:
- Scritto da:

### Trama
- Interpreti: Bill Erwin, Virginia Farmer, Dabbs Greer, Nolan Leary, Kay Lee, Marlene Lyden, Robert Lyden, Noreen Nash, Hugh O'Brian, Barbara Woodell

## Copy Boy
- Diretto da:
- Scritto da:

### Trama
- Interpreti: Gordon Barnes, David Bruce, Clark 'Buddy' Burroughs, Jack Daly, Robert Ellis, Byron Foulger, Hunter Gardner, Joseph Granby, Ted Stanhope, Ferris Taylor, John Warburton, Jack Williams

## The Acquittal
- Diretto da:
- Scritto da:

### Trama
- Interpreti: Peter George, Gary Gray, Tonie MacMillan, Sally Owen, Wilfred Walter

## Shifting Sands
- Diretto da:
- Scritto da:

### Trama
- Interpreti: Gertrude Michael, B.G. Norman, Hugh O'Brian, George Wallace

## The Eleventh Hour
- Diretto da:
- Scritto da:

### Trama
- Interpreti: Ben Astar, Joe Carioca Jr., Charlita, Jack Daly, John Dunbar, Everett Glass, Hugh O'Brian, Patrick O'Moore, Lynne Roberts

## Unwritten Column
- Diretto da:
- Scritto da:

### Trama
- Interpreti: John Baer, Conrad Binyon, Edward Earle, George Eldredge, Bill Erwin, Virginia Farmer, Frieda Inescort, Marjorie Steele, Wendy Waldron

## The Gentleman from LePorte
- Diretto da:
- Scritto da:

### Trama
- Interpreti: Warren Douglas, Kathleen Freeman, Dabbs Greer, Charlene Hardey, Strother Martin, Eve Miller, John Mitchum, Lee Phelps, William Schallert, Mack Williams, Sheb Wooley

## Hot Spot
- Diretto da:
- Scritto da:

### Trama
- Interpreti: Clark Howat, Sherry Jackson, Nolan Leary, William F. Leicester, Eve Miller, Virginia Mullen

## Close Shave
- Diretto da:
- Scritto da:

### Trama
- Interpreti: James Anderson, Bill Fletcher, Francis Ford, Ginny Jackson, Walter McGrail, William Schallert

## The Celebrated Mrs. Ronland
- Diretto da:
- Scritto da:

### Trama
- Interpreti: Dabbs Greer, Gertrude Michael (Mrs. Ronland), John Warburton

## Back to Zero
- Diretto da:
- Scritto da:

### Trama
- Interpreti: Reed De Rouen (poliziotto), Anne Farrer (Goldie), Bernard Miles (Boss), June Rodney

## The Tunnel
- Diretto da:
- Scritto da:

### Trama
- Interpreti: Carol Coombs, Francis Ford, Dickie LeRoy, Robert Norman, Fiona O'Shiel

## The Moment of Truth
- Diretto da:
- Scritto da:

### Trama
- Interpreti: Richard Avonde, Hamilton Camp, Pilar Del Rey, Daria Massey, Edward Norris

## Moment of Glory
- Diretto da:
- Scritto da:

### Trama
- Interpreti: Vaughn Taylor

## The Vigil
- Diretto da:
- Scritto da:

### Trama
- Interpreti:

## A Little Night Music
- Diretto da:
- Scritto da:

### Trama
- Interpreti:

## A Jury of Her Peers
- Diretto da:
- Scritto da:

### Trama
- Interpreti:

## Deliver Us from Evil
- Diretto da:
- Scritto da:

### Trama
- Interpreti: Ben Cooper, Franklyn Fox, Henry Jessup, Jason Johnson

## Andrew Jones and the Giants
- Diretto da:
- Scritto da:

### Trama
- Interpreti:

## Make Believe
- Diretto da:
- Scritto da:

### Trama
- Interpreti: Chris Barbery, Robert Middleton, Richard Wigginton

## The Lottery
- Diretto da:
- Scritto da:

### Trama
- Interpreti: Andrew Duggan, Margaret Hayes, Don Kennedy, John O'Hare